# Голос Приуралья
«Голос Приуралья» — ежедневная газета, выходившая в Челябинске с 1906 по 1916 гг.

## История
Первый номер газеты вышел 17 октября 1906 года.
Редакция располагалась в Челябинске, на углу улиц Большой (совр. Цвиллинга) и Исетской (совр. К. Маркса).
На страницах газеты публиковалась реклама, новости Челябинского уезда и соседних регионов, общероссийские и международные новости. Газета неоднократно подвергалась цензуре, была вынуждена платить штрафы или выходить с пустыми полосами.
27 ноября 1906 года выпуск газеты был приостановлен постановлением генерал-губернатора. Газета стала выходить под названием «Приуральский край», 17 февраля 1907 года снова начала выходить под названием «Голос Приуралья».
После начала Первой мировой войны в приложении к «Голосу Приуралья» стали выходить экстренные выпуски военных телеграмм. С 19 января 1915 года распоряжением главнокомандующего Оренбургской губернии выход «Голоса Приуралья» вновь был прекращен, но газета начала выходить под названием «Жизнь Приуралья». С 15 октября 1915 года вновь возобновился ежедневный выпуск военных телеграмм, продолживший нумерацию «Голоса Приуралья», а с 8 ноября газете было возвращено прежнее название. Последний номер газеты «Голос Приуралья» вышел 22 мая 1916 года, последний выпуск военных телеграмм — 16 июля 1916 года.

Редакция газеты «Голос Приуралья» в 1909 г.: А. Н. Лаврушин, В. Т. Нос (Юрезанский), В. А. Весновский, С. А. Нодель, В. Л. Горбунов-Горохов
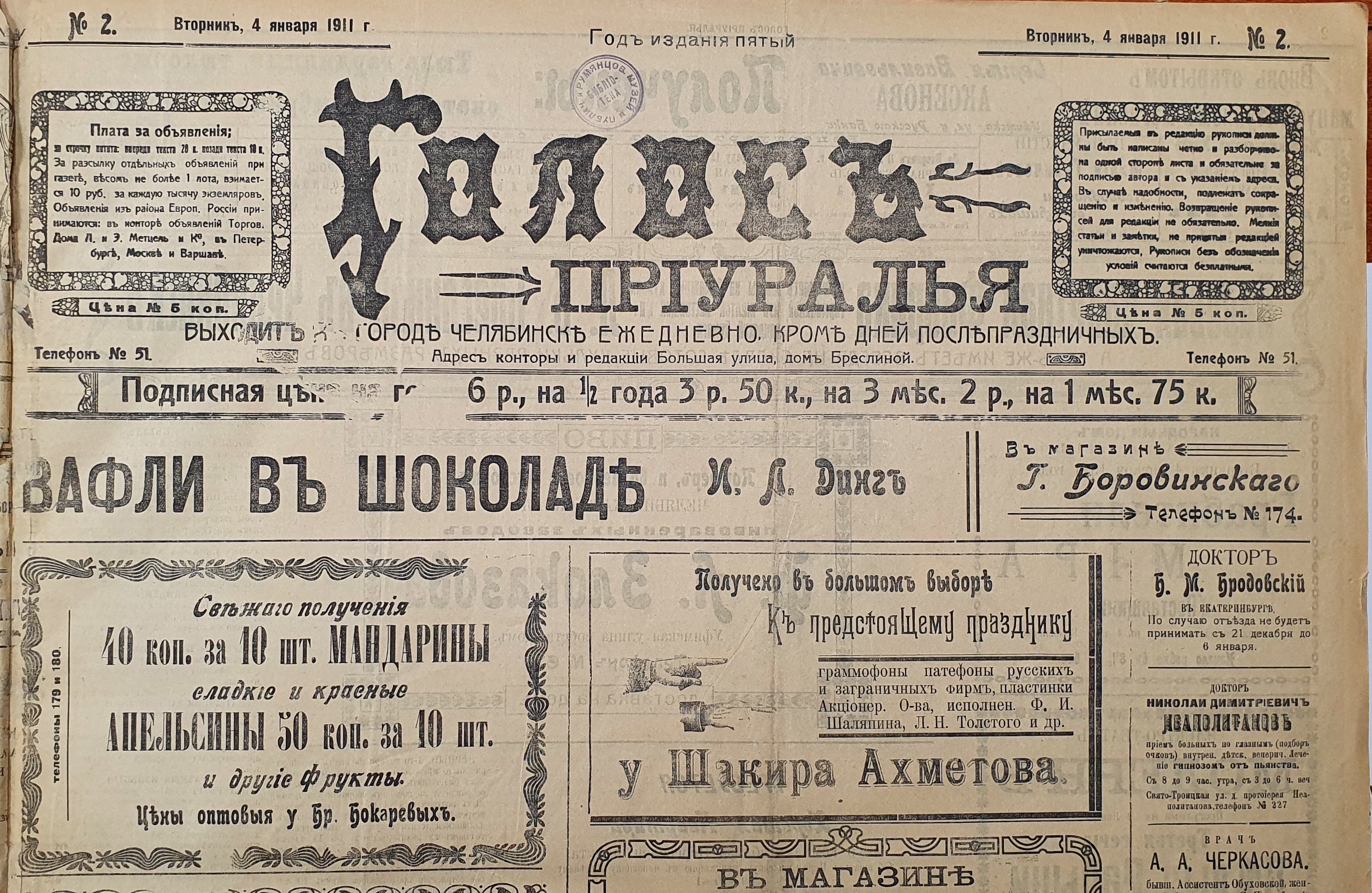
Эмблема газеты, выпуск от 4 января 1911 г.
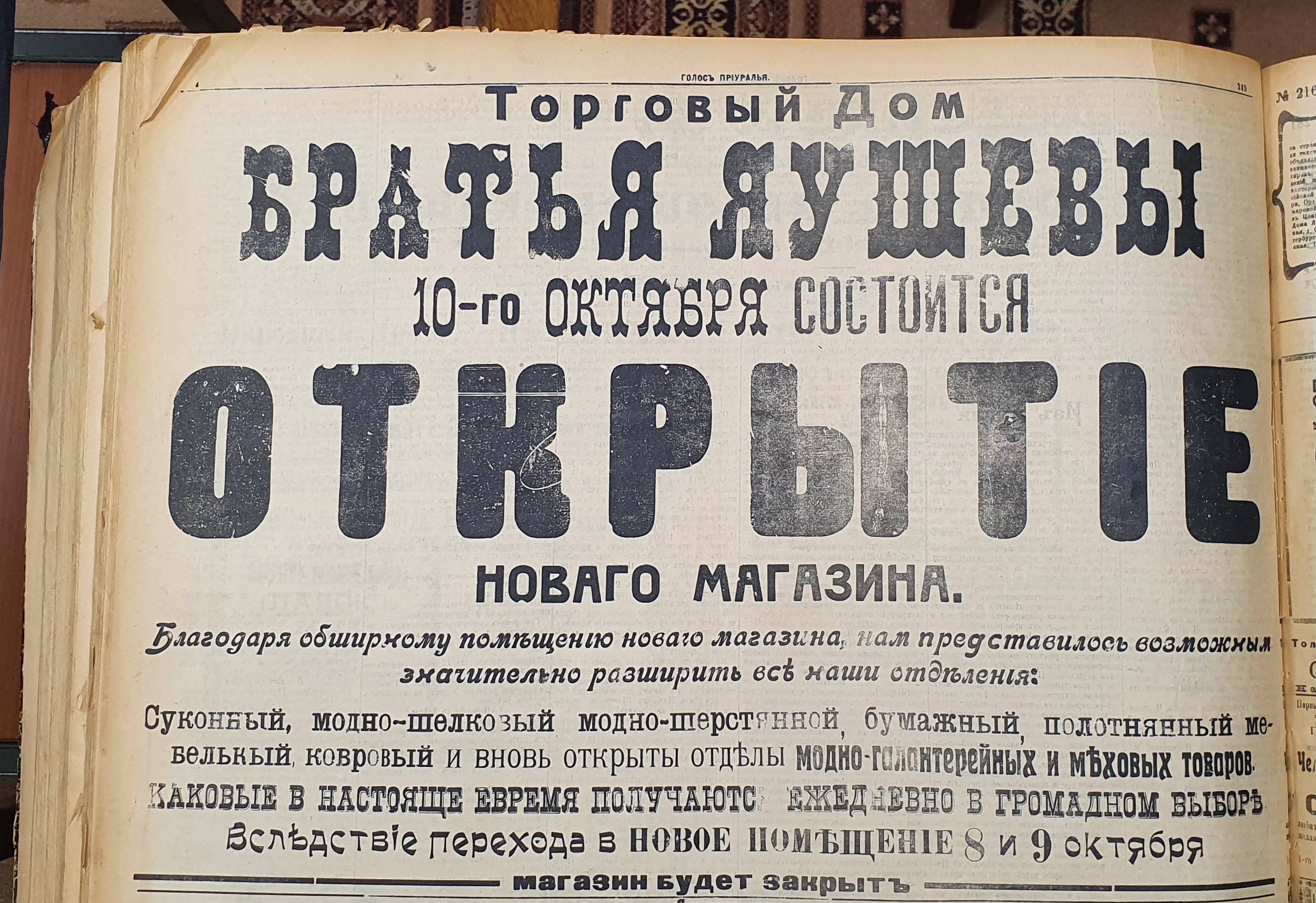
Анонс открытия Пассажа Яушевых в Челябинске, октябрь 1913 г.
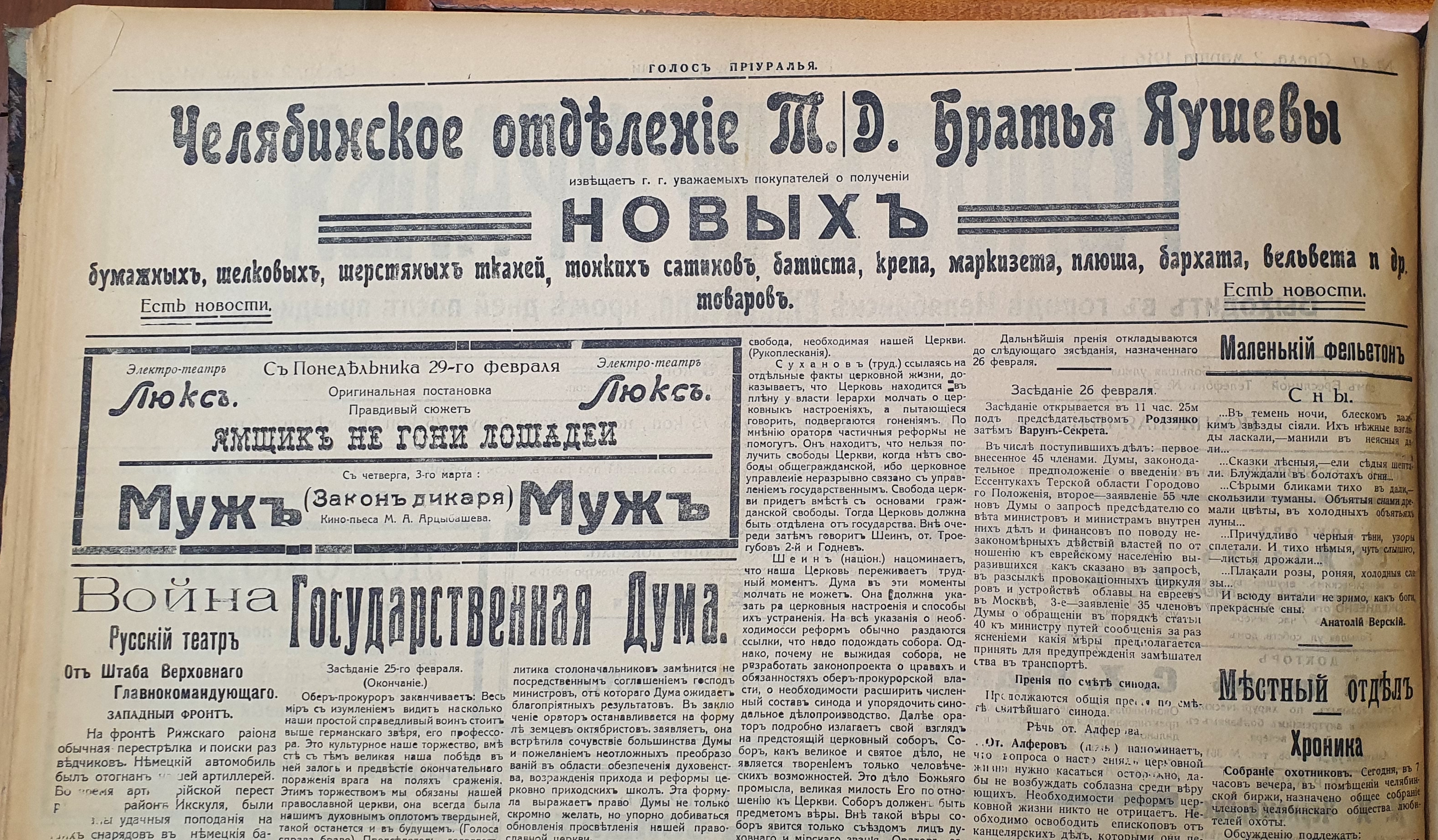
Реклама на страницах «Голоса Приуралья», 1916 г.

## Журналисты, работавшие в издании
- Весновский, Виктор Александрович, главный редактор с основания по 1909 г.
- Юрезанский, Владимир Тимофеевич